# CGR Dampftriebwagen
Die Cape Government Railways (CGR) nahmen 1906 den ersten Dampftriebwagen Südafrikas in Betrieb.

## Geschichte
1905 bestellten die CGR bei der North British Locomotive Company einen Dampftriebwagen, der 1906 geliefert wurde. Er war vermutlich der einzige je gebaute Dampftriebwagen mit einer Cab-Forward-Lokomotive und bot Platz für 20 Passagiere 1. Klasse und 16 in der 3. Klasse.

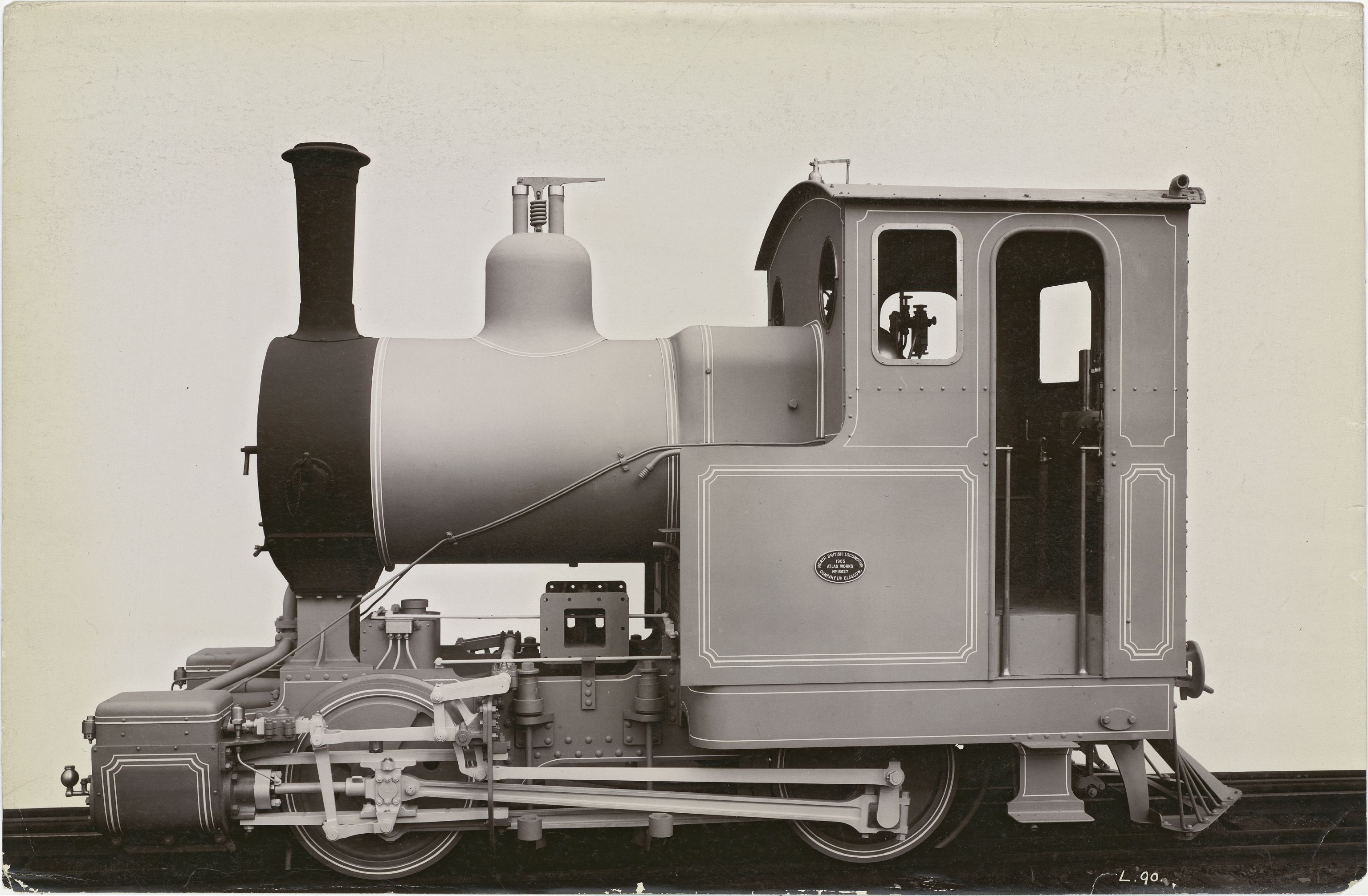
Werksfoto der Antriebseinheit

1910 beim Zusammenschluss der CGR mit der Central South African Railways und der Natal Government Railways kam das Fahrzeug zu den neu gegründeten South African Railways, wo es noch bis 1918 im Einsatz war.